# 山岸秀匡
山岸 秀匡（やまぎし ひでただ、 1973年6月30日 - ）は、日本のボディビルダー、YouTuber。口癖は「〇〇だけれども」であることから公式グッズ「だけれどもTシャツ」も誕生し、現在も販売中である。

## 経歴
北海道帯広市出身。北海道札幌旭丘高等学校卒業。早稲田大学人間科学部卒業。
小学校時には野球、小学校から中学校までは少林寺拳法を習い2段の実力、また、中学校では柔道に打ち込んでいた。北海道札幌旭丘高等学校で、ラグビーの補強運動としてウェイトトレーニングを始めたのがきっかけでボディビルを始める。入学時の体重50kg後半から卒業時には80kgを越えていた。
1年の浪人生活を経て、早稲田大学人間科学部スポーツ科学科に入学し、2年次に早稲田大学バーベルクラブに入部した。その学生離れした筋量が当時からボディビル関係者からの注目を集め、第30回・第31回の全日本学生ボディビル選手権で2連覇を果たす（第23回・第24回の須江正尋以来の快挙）。
早大卒業後、1997年株式会社健康体力研究所に入社。営業及びフィットネスアドバイザーを担当する。（後に契約アスリートとなるが2006年9月に解消）、社会人コンテストでも上位入賞を続ける。2000年退社。7ケ月間のアメリカへのボディビル留学を経て、帰国後は国内外のコンテストに出場しながら、パーソナルトレーナーとして一般からコンテストビルダー、アスリートまで幅広く指導する。
2002年、プロ転向を表明する。2003年にIFBBのプロ資格を取得し、2005年のIFBBアイアンマン・プロ・インヴィテイショナルにてプロデビューした。2006年、六国建設グループと新たに単独プロ契約。ミロス・シャシブをコーチに迎える。IFBB2006スペイングランプリ12位、ルーマニアグランプリ6位、オランダグランプリ4位と躍進を見せる。
2007年にはアーノルド・シュワルツェネッガーが主催する大会、『アーノルド・クラシック』に招待選手として出場。さらにIFBBサクラメント大会において3位入賞を達成し、ボディビル界の最高峰である『ミスター・オリンピア』の出場権をも手に入れた。ミスター・オリンピア出場権獲得は日本人初。同年12月にロサンゼルス空港で大量の筋肉増強剤と成長ホルモン剤所持で逮捕された。保釈金は18万ドル。事件後の12月20日、六国建設グループ・アールケイエス企画からプロ契約を解除される。2008年1月釈放され、日本に帰国。
2009年、モーストインプルーブドアスリート賞受賞。アメリカのトップサプリメントブランド・ギャスパリニュートリションとスポンサー契約。ミッドブレス初台のオフィシャルアドバイザーに就任。
2010年、世界ランキング9位。同年4月、オーランドプロにて日本人史上初となるIFBBプロコンテスト優勝。北米の人気ボディビル雑誌・マッスルマグインターナショナルとスポンサー契約。
2011年、これまでコーチを担ってきたミロス・シャシブがアメリカを離れるにあたり、コーチを退任。
2013年11月、ラスベガスにあるフィットネスクラブ内にボディ・カフェをオープン。
2014年、ミスターオリンピア、アーノルドクラシックでの勝利を目指して、これまでのオープンクラスから212ポンドクラス（約96kg）へ戦略的に転向する。2015年、ミスターオリンピア前からスイス在住のパトリック ・トォウワをコーチに迎える。2016年、IFBBアーノルド・クラシック212で日本人初の優勝を飾る。他の選手に圧倒的な差をつけての優勝で、その仕上がりぶりとキレのあるポージングを絶賛したアーノルド・シュワルツェネッガーは、ステージ上で自分のスマホを取り出し、山岸とのツーショットをセルフィーしたほどである。
2017年、アメリカに戻ったミロス・シャシブが11月から再びコーチを担当する。
2018年、2014年からの4年間は212ポンドクラスで戦ってきたが、時を経るにつれ徐々に大きくなる身体にコンテスト直近の減量調整が難しくなってきたこと、2016年にはアーノルドクラシック212での優勝という目標が達成され、一定の成果が出たとこに加え、2017年11月からミロス・シャシブがコーチに戻ったことにより、元来のクラスであるオープンに戦場を戻した。
2019年、再度212ポンドクラスに転向し、ダラスプロを制す。2016年以来のミスター・オリンピア出場を決めた。生涯9回目のオリンピア出場を果たし8位。試合後のインタビューにて10回目のオリンピア出場を目標としていることを明かす。IFBB モンスタージムプロ（韓国プロ）212で優勝。10回目のミスターオリンピア出場権を獲得。
2020年、生涯10回目のミスター・オリンピア（212ポンドクラス）に出場。今回のコンテスト体重は202lbs（約91kg）。順位は17人中14位（同大会自身過去最低順位）。
2021年12月20日、初の自伝『筋トレは人生を変える哲学だ』を発刊。
2022年2月頃、引退を発表。本人曰く「2020年オリンピアの時点で引退したつもりだったが発表するのを忘れていた」とのこと。
2023年にマスターズオリンピアが開催される事が決定したのをきっかけに現役復帰。そのIFBB Masters Olympia（212 lbs級）に出場して優勝。日本人として初めてオリンピアのタイトルを手にしたボディビルダーとなった。

### 主な戦歴
- 1994年 JBBF 関東学生ボディビル選手権 3位
- 1994年 JBBF 全日本学生ボディビル選手権 4位
- 1995年 JBBF 関東学生ボディビル選手権 優勝
- 1995年 JBBF 全日本学生ボディビル選手権 優勝
- 1996年 JBBF 関東学生ボディビル選手権 優勝
- 1996年 JBBF 全日本学生ボディビル選手権 優勝
- 1998年 JBBF 日本クラス別選手権（80kg級）2位
- 1998年 JBBF 東京オープン選手権（70kg超級）優勝
- 1998年 JBBF 関東選手権 2位
- 1998年 JBBF 東京選手権 5位
- 1999年 IFBB Asian Amateur Championships（Light-MiddleWeight 80kg級）4位
- 1999年 JBBF 日本クラス別選手権（80kg級）2位
- 1999年 JBBF 東京選手権 4位
- 1999年 JBBF 男子日本ボディビル選手権 8位
- 2000年 JBBF 男子日本ボディビル選手権 3位
- 2000年 JBBF ジャパン・オープン選手権 2位
- 2000年 IFBB World Amateur Championships（WelterWeight 75kg級）6位
- 2001年 IFBB Asian Amateur Championships（Light-MiddleWeight 80kg級）優勝
- 2001年 JBBF 男子日本ボディビル選手権 2位
- 2001年 JBBF 日本クラス別選手権（80kg級）優勝
- 2001年 World Games（MiddleWeight 80kg級）5位
- 2002年 Asian Games（Light-MiddleWeight 80kg級）4位
- 2002年 JBBF 男子日本ボディビル選手権 3位
- 2002年 JBBF 日本クラス別選手権（80kg級）優勝
- 2002年 IFBB World Amateur Championships（WelterWeight 75kg級）10位
- 2005年 IFBB Ironman Pro Invitational 順位無し
- 2006年 IFBB Grand Prix Austria 12位
- 2006年 IFBB Grand Prix Holland 4位
- 2006年 IFBB Grand Prix Romania 6位
- 2006年 IFBB Ironman Pro Invitational 順位無し
- 2006年 IFBB San Francisco Pro 11位
- 2006年 IFBB Santa Susanna Pro 12位
- 2007年 IFBB Arnold Classic 13位 [注釈 1]
- 2007年 IFBB Atlantic City Pro 9位
- 2007年 IFBB Sacramento Pro 3位 [注釈 2]
- 2007年 IFBB Grand Prix Australia 5位
- 2007年 IFBB Ironman Pro Invitational 7位
- 2007年 IFBB Olympia 13位
- 2008年 IFBB Atlantic City Pro 8位
- 2009年 IFBB Atlantic City Pro 2位
- 2009年 IFBB Ironman Pro Invitational 4位
- 2009年 IFBB New York Pro Championships 5位
- 2009年 IFBB Olympia 9位
- 2009年 IFBB Orlando Show of Champions 2位
- 2010年 IFBB Arnold Classic 8位
- 2010年 IFBB New York Pro Championships 2位
- 2010年 IFBB Olympia 10位
- 2010年 IFBB Orlando Show of Champions 優勝[注釈 3]
- 2010年 IFBB Phoenix Pro 2位
- 2010年 IFBB Tampa Pro Championships 7位
- 2011年 IFBB Arnold Classic Europe 6位
- 2011年 IFBB Olympia 10位
- 2011年 IFBB Phoenix Pro 2位
- 2011年 IFBB Tampa Pro Championships 2位
- 2012年 IFBB Arnold Classic Europe 12位
- 2012年 IFBB British Grand Prix 8位
- 2012年 IFBB Europa Supershow 2位
- 2012年 IFBB Olympia 15位
- 2012年 IFBB Tampa Pro Championships 3位
- 2013年 IFBB Arnold Classic 5位
- 2013年 IFBB Arnold Classic Brazil 8位
- 2014年 IFBB Arnold Classic（212 lbs級）4位
- 2014年 IFBB Chicago Pro Championships（212 lbs級）2位
- 2014年 IFBB Korean Grand Prix（212 lbs級）6位
- 2014年 IFBB Olympia（212 lbs級）4位
- 2014年 IFBB Tampa Pro Championships（212 lbs級）優勝
- 2015年 IFBB Arnold Classic（212 lbs級）2位
- 2015年 IFBB Olympia（212 lbs級）3位[1]
- 2016年 IFBB Arnold Classic（212 lbs級）優勝
- 2016年 IFBB Korean Grand Prix（212 lbs級）3位
- 2016年 IFBB Olympia（212 lbs級）6位
- 2016年 IFBB Phoenix Pro（212 lbs級）3位
- 2017年 IFBB Arnold Classic（212 lbs級）6位
- 2018年 IFBB Arnold Classic 10位
- 2018年 IFBB Arnold Classic Australia 5位
- 2018年 IFBB Indy Pro 7位
- 2019年 IFBB Europa Dallas（212 lbs級）優勝
- 2019年 IFBB Monsterzym Pro（212 lbs級）優勝
- 2019年 IFBB Olympia（212 lbs級）8位
- 2020年 IFBB Olympia（212 lbs級）14位
- 2023年 IFBB Masters Olympia（212 lbs級）優勝
- 2025年 IFBB Masters Olympia（212 lbs級）2位

## 出演作品

### 番組
- 「BANG! BANG! BANG!」（フジテレビ）
- 「ジャンクSPORTS」（フジテレビ）

番組コーナーの血液のサラサラ・チェックにおいて世間で噂されているトップ・ビルダーの「血液ドロドロぶり」を裏付けている。

### 書籍
- 『ボディビル世界チャンピオンが伝授する 筋トレは人生を変える哲学だ』（2021年12月20日、KADOKAWA）ISBN 9784046054623